# Društvo za cističku fibrozu Slovenije
Društvo za cističko fibrozu Slovenije okuplja pacijente s bolesti cističke fibroze (kraće CF), njihove obitelje i zdravstvene profesionalce. 
Društvo za cističko fibrozu Slovenije je član Europskog udruženja cističke fibroze - (Cystic fibrosis European Society (ECFS)), Europske federacije nacionalnih društva od cističke fibroze - (Cystic fibrosis Europe (CFE)), koja je dio veće međunarodne organizacije Cystic Fibrosis Worldwide - (Cystic Fibrosis Worldwide (CFW).

## Povijest
Društvo za cističku fibrozu Slovenije je nastalo je 3. studenog 2009. Prije toga je bilo dio Društva plućnih i alergijskih bolesnika Slovenije.

## Svrha i područje djelovanja Društva
- poboljšanje kvalitete života bolesnika s cističkom fibrozom i njihove obitelji;
- stručno obrazovanje o cistički fibrozi,
- promocija adekvatne zdravstvene zaštite bolesnika oboljelih od cističke fibroze,
- uključivanje pacijenata u društvenom okruženju i stvoriti uvjete za njihovu destigmatizacijo;
- omogućiti respiratornu fizioterapiju i druge rekreacijske aktivnosti od pacijenata, koji su prikladni za njih;
- opredjeljenje za provedbu medicinske skrbi kod kuće (medicinski tim na terenu - iskusni liječnik, medicinska sestra, fizioterapeut);
- informiranje o uključivanju dugoročno bolestnog djeteta u obrazovni program;
- suradnju s europskim i međunarodnim društava
- implementacija samopomoći i razne radionice koje služe za pomoć pacijentima i njihovim obiteljima;
- zastupati interese pacijenata i njihovih obitelji u svim područjima života i opredjeljenje za zaštitu ljudskih prava;
- informiranje članova i javnosti o aktivnostima društva

## Mediji na CF
- Njezina borba za život, Jana  Arhivirana inačica izvorne stranice od 20. kolovoza 2009. (Wayback Machine)
- Tudi presaditev pljuč je zaupanja vredna metoda zdravljenja, Dnevnik, 17.11.2009
- Predsjednik Narodnoj skupštini dr. Gantar primio izaslanstvo Društva za cističku fibrozu Slovenije., nov. 2009
- Sljedeći tjedan je cilj istaknuti probleme pacijenata s cističkom fibrozom, Primorski dnevnik, nov. 2009[neaktivna poveznica]
- Prvi Europski tjedan svijesti cistične fibroze, Dnevnik, nov. 2009

## Vanjske poveznice
- Društvo za cističko fibrozu Slovenije
- Društvo plućnih i alergijskih bolesnika Slovenije
- Cystic Fibrosis Worldwide (CFW)
- European Cystic Fibrosis Society (ECFS)
- Cystic Fibrosis Foundation (CFF)
- CF Foundation - Funding A Pipeline of Promise
- CF Foundation - We Are Commitment